# Grote Prijs Raf Jonckheere 1960
De 10e editie van de Belgische wielerwedstrijd Grote Prijs Raf Jonckheere werd verreden op 25 juli 1960. De start en finish vonden plaats in Westrozebeke. De winnaar was Romain Van Wynsberghe, gevolgd door Oswald Declercq en Jozef Schils.

## Uitslag
| Grote Prijs Raf Jonckheere 1960 |                       |                                   |        |
| Plaats                          | Naam                  | Ploeg                             | Tijd   |
| Winnaar                         | Romain Van Wynsberghe | Saint-Raphaël-R. Geminiani-Dunlop | 4u 36' |
| 2                               | Oswald Declercq       | Groene Leeuw-Sinalco-SAS          | z.t.   |
| 3                               | Jozef Schils          | Mercier-BP-Hutchinson             | z.t.   |
| 4                               | Gabriel Deloof        | Flandria-Wiel's                   | z.t.   |
| 5                               | Julien Pascal         | Flandria-Wiel's                   | z.t.   |
| 6                               | Joseph Planckaert     | Flandria-Wiel's                   | z.t.   |
| 7                               | Daniel Denys          | Groene Leeuw-Sinalco-SAS          | z.t.   |
| 8                               | André Messelis        | Groene Leeuw-Sinalco-SAS          | z.t.   |
| 9                               | Marcel Ongenae        | Dr. Mann-Dossche Sport            | 3' 30" |
| 10                              | Daniel Doom           | Flandria-Wiel's                   | z.t.   |

1951 · 1952 · 1953 · 1954 · 1955 · 1956 · 1957 · 1958 · 1959 · 1960 · 1961 · 1962 · 1963 · 1964 · 1965 · 1966 · 1967 · 1968 · 1969 · 1970 · 1971 · 1972 · 1973 · 1974 · 1975 · 1976 · 1977 · 1978 · 1979 · 1980 · 1981 · 1982 · 1983 · 1984 · 1985 · 1986 · 1987 · 1988 · 1989 · 1990 · 1991 · 1992 · 1993 · 1994 · 1995 · 1996 · 1997 · 1998 · 1999 · 2000 · 2001 · 2002 · 2003 · 2004 · 2005 · 2006 · 2007 · 2008 · 2009 · 2010 · 2011 · 2012 · 2013 · 2014 · 2015 · 2016 · 2017 · 2018 · 2019 · 2020 · 2021 · 2022